# SO Cassis Carnoux
Stade Olympique Cassis Carnoux ist ein französischer Fußballverein aus den benachbarten Orten Cassis und Carnoux-en-Provence, etwa 20 km östlich Marseilles gelegen.
Der Verein entstand erst 2002, als Stade Olympique de Cassis mit der Association Sportive de Carnoux Football (gegründet 1987) fusionierte. Die Vereinsfarben sind Blau und Weiß. Das heimische Stade Marcel-Cerdan bietet lediglich 1.500 Zuschauern Platz und entspricht nicht den Anforderungen für die dritte Liga, die National, in die SOCC zur Saison 2008/09 aufgestiegen ist. Wohin die Ligamannschaft ausweichen wird, ist noch nicht bekannt.
Derzeit plant der Verein eine Fusion mit Étoile Sportive Club Naval La Ciotat unter dem Namen Étoile Cassis-Carnoux-La Ciotat und mit den Vereinsfarben Blau-Weiß-Rot-Schwarz – seit Sommer 2010 sind davon allerdings zunächst nur die Jugendmannschaften beider Vereine betroffen.
Vereinspräsident ist Jean-Claude Fisher; die erste Mannschaft wird derzeit von Max Giudicelli trainiert. (Stand: März 2010)

## Ligazugehörigkeit
Profistatus hat der Klub bisher noch nie besessen, ebenso wenig erstklassig (Division 1, seit 2002 in Ligue 1 umbenannt) gespielt; zur Saison 2008/09 ist er erstmals in die drittklassige National auf-, zwei Jahre später jedoch wieder in die CFA abgestiegen.

## Erfolge
- Französischer Meister: bisher Fehlanzeige
- Französischer Pokalsieger: bisher Fehlanzeige